# Boris Premužič
Boris Premužič, né le 26 décembre 1968 à Ljubljana, est un coureur cycliste slovène, professionnel entre 2000 et 2005, à l'exception de la saison 2003. Il a notamment remporté la première édition du Tour de Slovénie en 1993 et le titre de champion de Slovénie en 2002.

## Palmarès
- 1993
  - Tour de Slovénie
- 1995
  - 4e étape du Tour de Slovénie
- 1996
  - 3e du Tour de Slovaquie
- 1997
  - 4e étape du Tour de Slovaquie
- 1998
  - 2e du Tour de Yougoslavie
- 2000
  - 3e et 4e étapes du Tour de Croatie
  - 2e étape du Tour de Bosnie
- 2001
  - 3e du championnat de Slovénie du contre-la-montre
- 2002
  -  Champion de Slovénie sur route
- 2004
  - 2e du championnat de Slovénie sur route
  - 3e du championnat de Slovénie du contre-la-montre